# Saint-Nicolas (Le Mans)
Pour les articles homonymes, voir Saint-Nicolas.

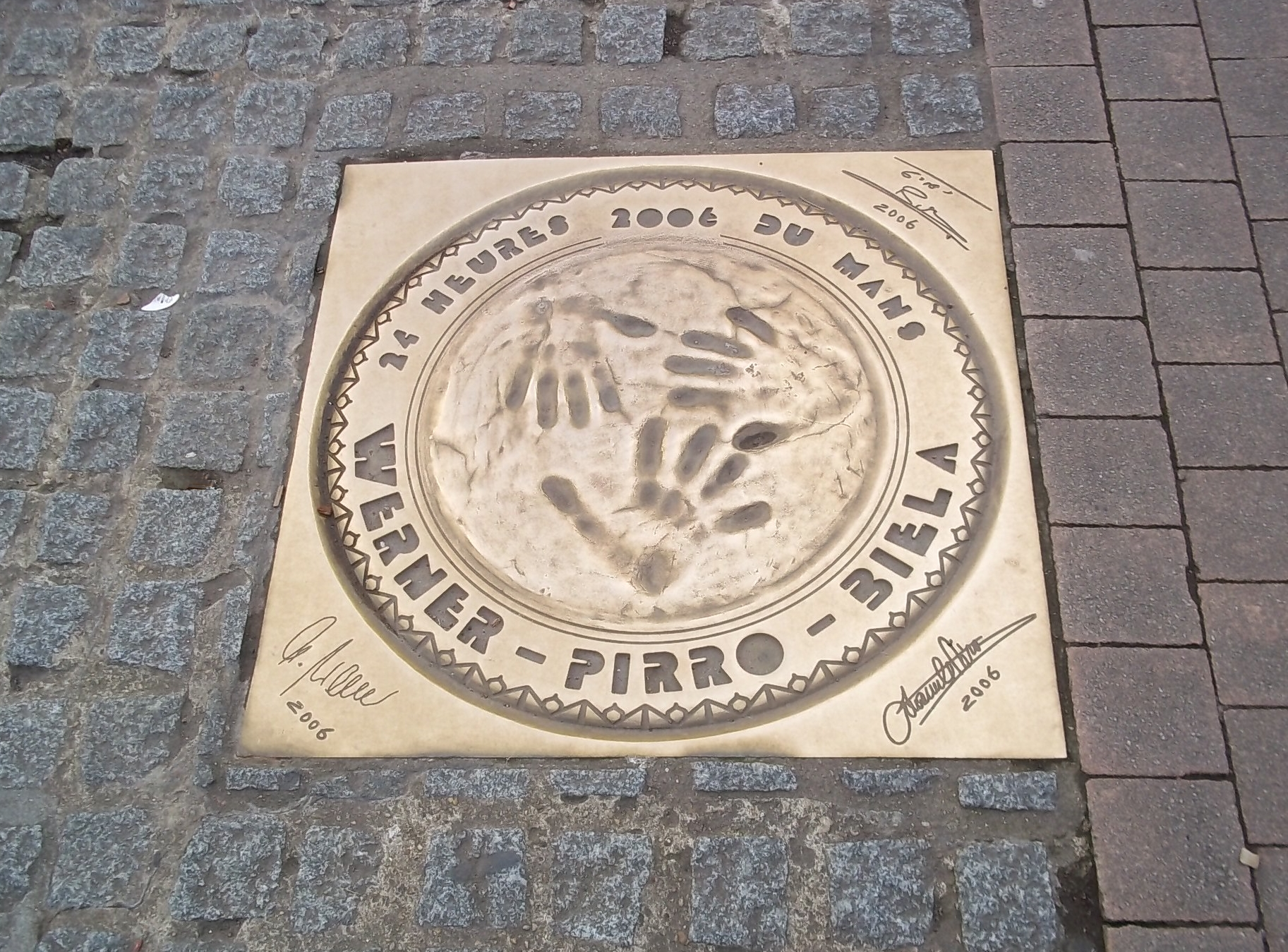
Empreinte des vainqueurs des 24 heures du Mans 2006 - Walk of fame du quartier Saint Nicolas

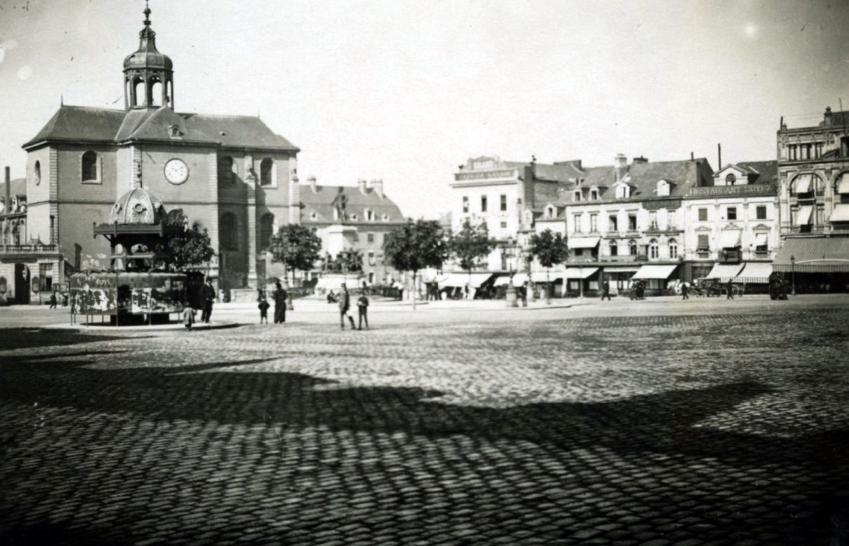
La place de la République aux alentours de 1900.

Le quartier Saint-Nicolas (aussi nommé quartier émeraude ou République) correspond au centre-ville du Mans. 

## Description
Il est piétonnier et donc interdit aux véhicules depuis décembre 2008. Au centre du quartier, on trouve la principale place de ralliement de la ville : la place de la république. Au même endroit, le quartier est traversé par le tramway.
Il est centré autour de la grande place de la République, où se croisent la plupart des lignes de bus et la ligne de tramway. Historiquement,le quartier est un renouveau à la suite de la très controversée construction de la Percée Centrale au milieu des années 1970. Cette dernière a permis de faire se rejoindre les différents axes urbains entourant le quartier mais aux dires des citadins, au détriment de l'esthétique. En tant que centre, la Tour Émeraude, ancien siège des MMA, culmine à 49 mètres d'altitude.
Autrefois pôle économique majeur de la ville, ce quartier est aujourd'hui laissé aux touristes, en marge de quartiers secondaires comme le Quartier Gare Sud. Possédant un parking souterrain, il est en relation directe avec la Médiathèque Louis Aragon, de même que le Palais des congrès, autre salle de réunions, de colloques ou de divertissements. Le quartier possède également des édifices de la vieille ville, plus récents que ceux du vieux Mans, c'est-à-dire du XVIIIe et XIXe siècles.

## Géographie

### Quartiers limitrophes
| Filles Dieu | Cité Plantagenêt           | Place des Jacobins |
| Heuzé       | Saint-Nicolas - République | Quartier Bollée    |
| Gare Sud    | Gare Nord                  | Mission            |

### Artères principales
- Avenue du Général De Gaulle
- Avenue François Mitterrand
- Rue Gambetta

### Transports
- Ce site est desservi par les stations de Tramway, République, Préfecture et Eperon.

- Bus:3 - 8 - 9A - 9B - 12 - 16 - 18: arrêts République 1, Bis et Ter - Préfecture - Berthelot
- Parkings: République et Comtes du Maine (avec ascenseurs)
- Taxibus

## Lieux et monuments

### Édifices
- Chapelle de la Visitation
- Église Notre-Dame de la Couture
- Préfecture ou ancienne Abbaye de la Couture
- Hôtel de la Caisse d'épargne
- La Percée centrale et ses arcades
- Ancienne Bourse
- La Tour Emeraude
- Collège Berthelot
- Hôtel des Ursulines (XVIe siècle)

### Places et principales rues

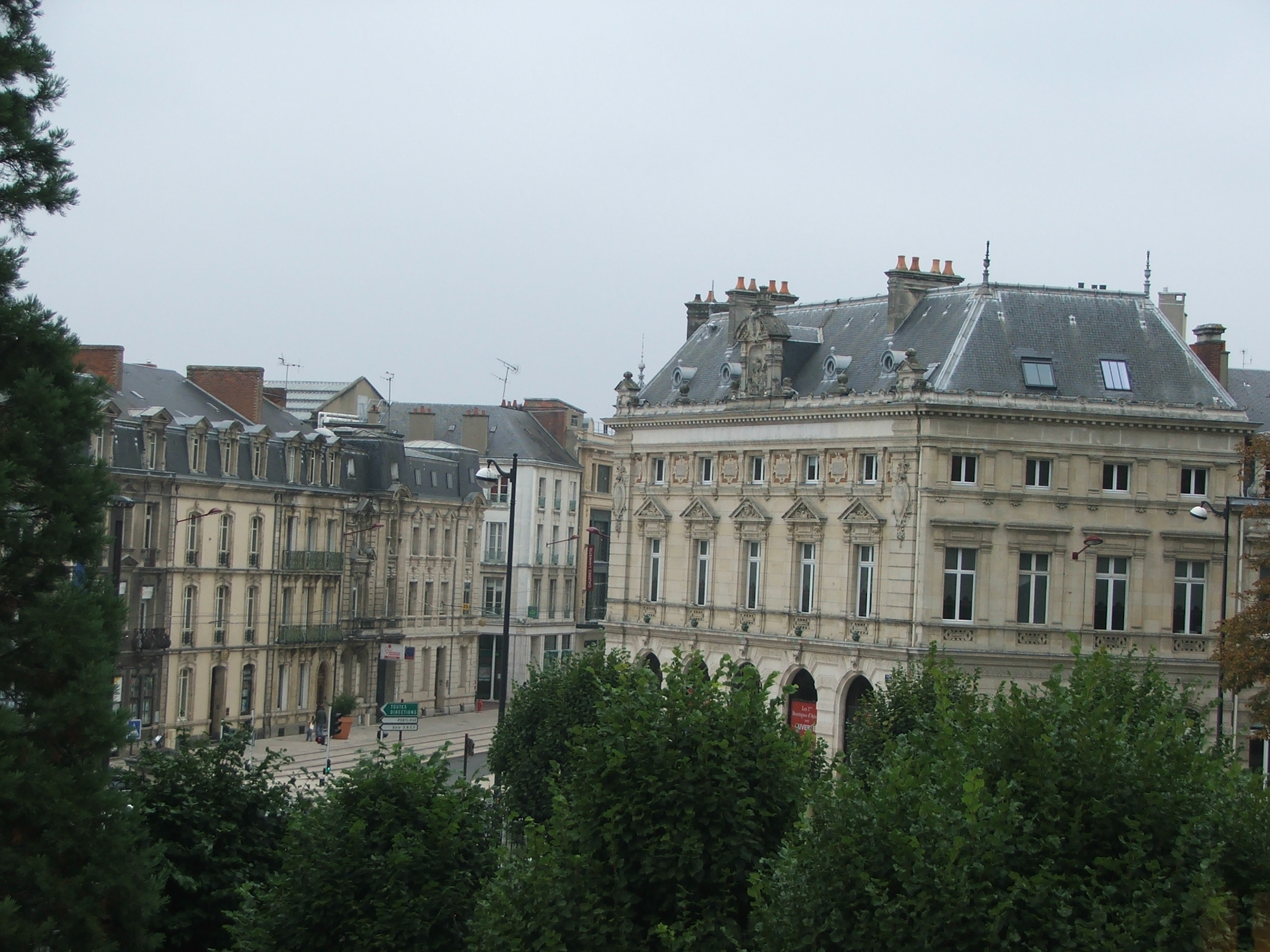
Hôtel de la caisse d'épargne et Boulevard René Levasseur

- Place Aristide-Briand
- Place de la République
- Place d'Alger
- Place Saint-Nicolas
- Place de la Sirène
- Place des Comtes-du-Maine
- Rue des Minimes
- Rue Saint-Martin
- Rue du Docteur-Leroy
- Rue de Bolton
- Boulevard René Levasseur

### Commerces
Voici une liste non exhaustive de quelques-uns des plus importants:
- Galeries Lafayettes
- Promod
- Nocibé
- Douglas
- Lacoste
- Eden Park

### Établissements d'enseignement
- Collège Berthelot
- Lycée Notre-Dame